# AMPA receptor
Receptor α-amino-3-hidroksi-5-metil-4-izoksazolpropionske kiseline (takođe poznat kao AMPA receptor, AMPAR, ili Kuiskualatni receptor) je ne-NMDA-tip jonotropnog transmembranskog receptora za glutamat koji posreduje brzu sinaptčku transmisiju u centralnom nervnom sistemu (CNS). Njegovo ime je izvedeno iz njegove sposobnosti da se aktivira veštačkim glutamatnim analogom AMPA. Receptor je prvobitno bio nazvan "kuiskualatni receptor" po njegovom prirodnom agonistu kuiskualatu i tek kasnije je dobio ime "AMPA receptor" po selektivnom agonistu. AMPA receptori su prisutni u mnogim delovima mozga i oni su jedan od najzastupljenijih tipova receptora u nervnom sistemu. Tetramer AMPA receptora GluA2 (GluR2) je za sada jedini jonski kanal glutamatnog receptora čija kristalna struktura je određena.

## Struktura i funkcija

### Kompozicija podjedinica
AMPA receptori se sastoje od četiri tipa podjedinica, nazvanih GluR1, GluR2, GluR3, i GluR4, ili alternativno GluRA-D2, koje se kombinuju da formiraju tetramere. Većina AMPA receptora su heterotetrameri, koji se sastoje od simetričnih 'dimera dimera' od GluR2 i bilo GluR1, GluR3 ili GluR4. Dimerizacija počinje u endoplazmatičnom retikulumu sa interakcijom n-terminalnih LIVBP domena, zatim se zatvara domen vezivanja liganda i proces se nastavlja u transmembranskoj jonskoj pori.
Konformacija proteinskih podjedinica u ćelijskoj membrani je bila kontroverzna neko vreme. Dok aminokiselinska sekvenca podjedinice indicira da postoje četiri transmembranska domena (dela proteina koji prolazi kroz ćelijsku membranu), proteini koji formiraju interakcije sa podjedinicom indiciraju da je N-terminus ekstracelularan, dok je C-terminus intracelularan. Međutim, ako bi svaki od četiri transmembrana domena potpuno prošao kroz ćelijsku membranu, onda bi dva kraja bila na istoj stani membrane. Konačno je utvrđeno da drugi transmembranski domen zapravo nije trans, nego se zaokrene unazad ka sebi unutar membrane i vrati se na intracelularnu stranu. Kada se četiri podjedinice tetramera sastave, ovaj drugi membranski domen formira poru receptora koja je permeabilna za jone.
AMPAR podjedinice se najviše razlikuju u njihovoj c-terminalnoj sekvenci, koja određuje njihove interakcije sa skeletalnim proteinima. Svi AMPA receptori sadrže PDZ-vezujuće domene, ali vezuju različite PDZ domene. Na primer, GluR1 vezuje SAP97 do SAP97 klase I PDZ domena, dok GluR2 vezuje PICK1 i GRIP/ABP. AMPA receptori ne mogu direktno da se vežu za zajednički sinački protein PSD-95 zbog inkompatibilnih PDZ domena, mada on formira interakcije sa PSD-95 putem stargazina (prototipnog člana TARP familije AMPAR pomoćnih podjednica).
Fosforilacija AMPA receptora može da reguliše lokalizaciju kanala, njihovu provodnost, i verovatnoću otvaranja. GluR1 ima četiri poznata mesta fosforilacije: na serinu 818 (S818), S831, treoninu 840, i S845 (druge podjedinice imaju slična mesta fosforilacije, mada je GluR1 najdetaljnije izučen). S818 se fosforiliše posredstvom proteinske kinaze C. Njegova fosforilacija je neophodna za dugotrajnu potencijaciju (LTP; za ulogu GluR1 u LTP, pogledajte ispod). S831 se fosforiliše posredstvom CaMKII i PKC tokom LTP, što pomaže u isporuci AMPAR koji sadrže GluR1 u sinapsu, i povećava provodnost tih kanala. T840 mesto je kasnije otkriveno, i ono je implicirano u LTD. Konačno, S845 se fosforoliše posredstvom PKA čime se reguliše verovatnoća otvaranja kanala.

## Ligandi

### Agonisti
- 5-Fluorovilardin
- AMPA
- Domoinska kiselina
- Kuiskualinska kiselina

### Pozitivni alosterni modulatori
- Aniracetam
- Ciklotiazid
- CX-516
- CX-546
- CX-614
  - derivat 11r[16]
- CX-691
- CX-717
- IDRA-21
- Org 26576
- LY-392,098
- LY-404,187
- LY-451,395
- LY-451,646
- LY-503,430[17][18]
- Oksiracetam
- PEPA
- Piracetam
- Pramiracetam
- Sunifiram
- Unifiram

### Antagonisti
- CNQX
- Etanol
- Kinurenska kiselina - endogeni ligand
- NBQX - Selectivan za AMPA receptor u odnosu na Kainatni receptor
- Perampanel
- Tezampanel
- L-Teanin

### Negativi alosterni modulatori
- GYKI-52,466
- GYKI-53,655
- Perampanel
- Talampanel

## Spoljašnje veze
- AMPA receptors - pharmacology
- Drosophila Glutamate receptor IIA - The Interactive Fly